# (31841) 2000 CQ70
2000 CQ70 (asteroide 31841) é um asteroide da cintura principal. Possui uma excentricidade de 0.13792950 e uma inclinação de 6.40112º.
Este asteroide foi descoberto no dia 7 de fevereiro de 2000 por LINEAR em Socorro.